# Larry Taylor (baloncestista)
Larry Taylor (Chicago, Illinois, 3 de octubre de 1980) es un baloncestista estadounidense nacionalizado brasileño, que juega como base y escolta para el Bauru del NBB. Representó a Brasil a nivel internacional, llegando a disputar los Juegos Olímpicos de Londres 2012 y el Campeonato Mundial de Baloncesto de 2014.

## Trayectoria
Taylor jugó en los South Suburban Bulldogs de la NJCAA desde 1999 hasta 2001, transfiriéndose luego a los Missouri Western Griffons de la División II de la NCAA, donde actuó desde 2001 hasta 2003.
Tras dejar el baloncesto universitario, se unió a los Dream Builders, un equipo de jugadores jóvenes que actuaban contra equipos universitarios estadounidenses. Integró luego el plantel de los Chicago Soldiers de la ABA, pero el equipo se disolvió antes de culminar su primera temporada.
Fue en México donde pudo desarrollarse como jugador profesional. Pasó por el CIBACOPA, la LBS y la LNBP, jugando para los Frayles de Guasave, los Lobos Grises de la UAD, los Marineros de Cozumel y los Lobos UAD de Mazatlán. También incursionó en el baloncesto venezolano cuando se sumó a los Guaiqueríes de Margarita.
En 2008 sería contratado por el Bauru del Novo Basquete Brasil, iniciando así una longeva carrera en el país sudamericano.

## Selección nacional
Taylor se nacionalizó como brasileño en 2011, lo que le abrió la posibilidad de integrar la selección de baloncesto de Brasil.
Disputó el torneo de baloncesto masculino de los Juegos Olímpicos de Londres 2012 y el Campeonato Mundial de Baloncesto de 2014. También actuó en el Campeonato FIBA Américas de 2013. 
Sin embargo su participación más exitosa con el equipo nacional fue la conquista de la medalla de oro en los Juegos Panamericanos de 2015.